# Donald II.

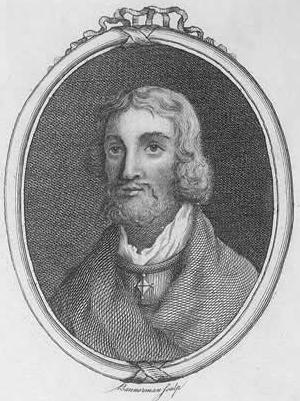
Gemälde von König Donald II. aus dem 18. Jahrhundert – Es gibt jedoch keinerlei Beweise für die Echtheit der Darstellung

Donald II. (Domnall mac Causantín; † 900) war schottischer König von 889 bis 900. Er war der Sohn von Konstantin I. sowie Cousin seines Vorgängers Eochaid und seines Nachfolgers Konstantin II.
Donald stieg nach einem erfolgreichen Rachefeldzug auf den schottischen Thron. König Giric, der zusammen mit Eochaid herrschte, hatte im Jahr 878 Donalds Onkel Aedh ermordet. Nach Girics Tod wurde Eochaid verbannt und Donald übernahm selbst die Macht.
Unter Donalds Herrschaft gelangte das Königreich Strathclyde unter direkte schottische Kontrolle. In den Annalen von Ulster wurde Donald als „ri Alban“ (König von Alba) bezeichnet, im Gegensatz zu seinen Vorgängern, die als „rex Pixtorum“ (König der Pikten) bezeichnet wurden. Die Dänen eroberten den nördlichsten Teil von Schottland, gleichzeitig war Donald in Kämpfe mit Räuberhorden aus den Highlands verwickelt.
Über die Umstände von Donalds Tod herrscht Unklarheit. Eine Quelle berichtet, er sei bei Dunnottar getötet worden, als er eine dänische Invasion abwehrte. Eine andere Quelle hingegen behauptet, er sei vergiftet worden. Noch eine weitere Quelle behauptet, er sei während einer Kampagne gegen die Highlander an Altersschwäche gestorben; ein natürlicher Tod, der in dieser Zeitepoche sehr ungewöhnlich war.
Er wurde auf der heiligen Insel Iona begraben, dem Begräbnisort aller Könige von Dalriada und der frühen schottischen Könige. Sein Cousin Konstantin folgte ihm auf den Thron. Sein Sohn Malcolm wurde 943 König von Schottland.